# Ajos Dimitrios
Ajos Dimitrios (gr. Άγιος Δημήτριος) – miasto w Grecji, w administracji zdecentralizowanej Attyka, w regionie Attyka, w jednostce regionalnej Ateny-Sektor Południowy. Siedziba i jedyna miejscowość gminy Ajos Dimitrios. W 2011 roku liczyło 71 294 mieszkańców. Położone w granicach Wielkich Aten.

## Współpraca
- Pozzuoli, Włochy